# SASTRAラマヌジャン賞
SASTRAラマヌジャン賞とは、インドの偉大な数学者シュリニヴァーサ・ラマヌジャンの故郷であるクンバコナムにあるサストラ大学（英語: Shanmugha Arts, Science, Technology & Research Academy）の制定する賞である。ラマヌジャンと同じ分野で優れた業績を挙げた32歳以下の若手研究者に、2005年より、毎年ラマヌジャンの誕生日の12月22日ごろに与えられている。賞金は10000ドル。同年アーベル基金の創設したラマヌジャン賞とは別の賞である。

## 受賞者の一覧
- 2005年
  - マンジュル・バルガヴァ (Manjul Bhargava) カナダ
  - カナン・サウンダララジャン (en:Kannan Soundararajan) インド
- 2006年
  - テレンス・タオ（Terence Tao，陶哲軒）オーストラリア
- 2007年
  - ベン・グリーン (Ben Grenn) イギリス
- 2008年
  - アクシェイ・ヴェンカテシュ (Akshay Venkatesh) オーストラリア
- 2009年
  - カスリン・ブリングマン (en:Kathrin Bringmann) ドイツ
- 2010年
  - ウェイ・チャン (en:Wei Zhang (mathematician)) アメリカ
- 2011年
  - en:Roman Holowinsky
- 2012年
  - en:Zhiwei Yun
- 2013年
  - ピーター・ショルツ
- 2014年
  - ジェームズ・メイナード
- 2015年
  - en:Jacob Tsimerman
- 2016年
  - en:Kaisa Matomäki
  - en:Maksym Radziwill
- 2017年
  - マリナ・ヴィヤゾフスカ 8次元と24次元での球充填問題解決[1]。
- 2018年
  - en:Yifeng Liu
  - en:Jack Thorne (mathematician)
- 2019年
  - en:Adam Harper
- 2020年
  - en:Shai Evra
- 2021年
  - en:Will Sawin
- 2022年
  - en:Yunqing Tang
- 2023年
  - en:Ruixiang Zhang
- 2024年
  - en:Alexander Dunn